# Paliā Kalān
Paliā Kalān är en ort i Indien.   Den ligger i distriktet Kheri och delstaten Uttar Pradesh, i den norra delen av landet, 300 km öster om huvudstaden New Delhi. Paliā Kalān ligger 162 meter över havet och antalet invånare är 38 547.
Terrängen runt Paliā Kalān är mycket platt. Runt Paliā Kalān är det tätbefolkat, med 276 invånare per kvadratkilometer. Det finns inga andra samhällen i närheten. Trakten runt Paliā Kalān består till största delen av jordbruksmark.